# Spoorlijn Valga - Petsjory

Het spoorwegnet van Estland in de jaren vijftig, met de lijn Valga-Petsjory aangegeven in zwart

De spoorlijn Valga - Petsjory is een spoorlijn, die loopt van Valga in Estland naar Petsjory in Rusland. De spoorlijn is 96,5 kilometer lang, niet geëlektrificeerd en enkelsporig. De spoorbreedte is 1520 millimeter (breedspoor). Op het station Valga komt de lijn samen met de spoorlijn Tartu - Valga en de spoorlijn Valga - Riga. Het station Petsjory was vroeger het aansluitpunt met de spoorlijn Tartu - Petsjory. In 2011 kwam een nieuw station Koidula gereed. Dat is sindsdien het aansluitpunt voor de spoorlijnen Valga - Petsjory en Tartu - Petsjory. Sinds 2001 is er geen reizigersverkeer meer over de lijn Valga - Petsjory. Wel wordt de lijn nog steeds gebruikt voor goederenvervoer.

## Geschiedenis

### 1889-2001
De spoorlijn van Pskov via Petsjory naar Valga kwam in 1889 gereed, ongeveer tegelijk met de lijnen Tartu - Valga en Valga - Riga. Estland hoorde toen nog bij het Keizerrijk Rusland. Na het gereedkomen van deze lijnen reden er treinen tussen Pskov en Valga en tussen Riga en Tapa, een combinatie van de trajecten Riga - Valga, Valga - Tartu en Tartu - Tapa.
Na de Estische Onafhankelijkheidsoorlog kwamen de spoorwegen in Estland onder beheer van Eesti Vabariigi Raudtee (EVR), de Estische Staatsspoorwegen. De lijn Pskov - Valga werd ingekort tot Petseri - Valga. Petsjory maakte onder de naam Petseri deel uit van de republiek Estland. Sommige treinen reden door tot Izborsk, dat onder de naam Irboska ook bij Estland hoorde. In 1931 kwam een spoorlijn Tartu - Petseri gereed, die in Petseri aansloot op de lijn Petseri - Valga.
Na de bezetting van Estland door de Sovjet-Unie in 1940 werd de exploitatie van de Estische spoorlijnen overgenomen door de Sovjetspoorwegen (Советские железные дороги). Na het herstel van de onafhankelijkheid in 1991 kwam het spoorvervoer in handen van de nationale vervoersmaatschappij Eesti Raudtee.
In 1997 werd Edelaraudtee opgericht, die de lijnen exploiteerde die met dieseltreinen werden gereden, waaronder ook het traject Valga - Petsjory. In 2001 werd het reizigersverkeer op de lijn Valga - Petsjory gestaakt. Wel bleef de lijn in gebruik voor goederenvervoer. In deze sector is de vervoerder Operail, het vroegere EVR Cargo.

### Verlegging om Petsjory
Sinds de inlijving van Petsjory bij de Russische Socialistische Federatieve Sovjetrepubliek op 16 januari 1945 ligt een klein deel van het traject op Russisch grondgebied. Dat was geen probleem in de tijd dat de Sovjet-Unie nog bestond. Het werd wel een probleem toen Estland in 1991 zijn onafhankelijkheid herstelde. Toen moesten goederen en aanvankelijk ook reizigers die van een plaats langs de spoorlijn Tartu - Petsjory naar een plaats langs de spoorlijn Valga - Petsjory moesten, over Russisch grondgebied reizen. Dat bracht bureaucratisch oponthoud met zich mee.
In 2011 kwam bij het dorpje Koidula, aan de Russische grens op 2 km van Petsjory, een nieuw stukje spoor met een nieuw station gereed. De lijn Tartu - Petsjory was vanaf Orava verlegd, zodat die lijn vóór Petsjory, in plaats van in Petsjory, samenkwam met de spoorlijn Valga - Petsjory. Het stukje nieuw spoor in combinatie met het nieuwe station, dat faciliteiten voor reizigers en goederen en een douanepost heeft, maakt vervoer langs de trajecten Tartu - Koidula en Valga - Koidula mogelijk buiten Rusland om. Bovendien dient Koidula als overslagstation voor goederen van en naar Rusland, via het spoor naar Petsjory.
Sinds 2012 rijden in de zomermaanden een of twee treinen per dag die van Tartu naar Koidula rijden, door naar het toeristenoord Piusa aan de lijn Valga - Petsjory, en ook weer terug. Het tussenliggende station, Veski in de plaats Kolodavitsa, blijft gesloten. Het tracé Koidula-Piusa is het enige deel van de spoorlijn dat nog voor reizigersvervoer wordt gebruikt. Sinds 1 januari 2014 wordt al het personenvervoer per spoor in Estland verzorgd door Elron.
Hoewel de Estische overheid het idee om de lijn te heropenen nooit helemaal heeft opgegeven, ziet ze een rendabele exploitatie voorlopig nog niet als haalbaar.

## Stations
De spoorlijn had stations in:
- Valga
- Ratsimäe (in het dorp Kaagjärve)
- Mürgi (in het dorp Pikkjärve)
- Karula (in het dorp Väheru)
- Tuulemäe (op de grens tussen de dorpen Korijärve en Valtina)
- Anne
- Antsla
- Vaabina
- Kurenurme
- Sõmerpalu (dit station ligt niet in Sõmerpalu zelf, maar in het buurdorp Mustassaare)
- Vagula (dit station ligt niet in Vagula, maar in Juba)
- Võru
- Nõnova
- Husari
- Otsa
- Lepassaare
- Tuderna
- Piusa
- Veski (in het dorp Kolodavitsa)
- Koidula (dit station bestaat pas sinds 2011)
- Petsjory

## Foto’s

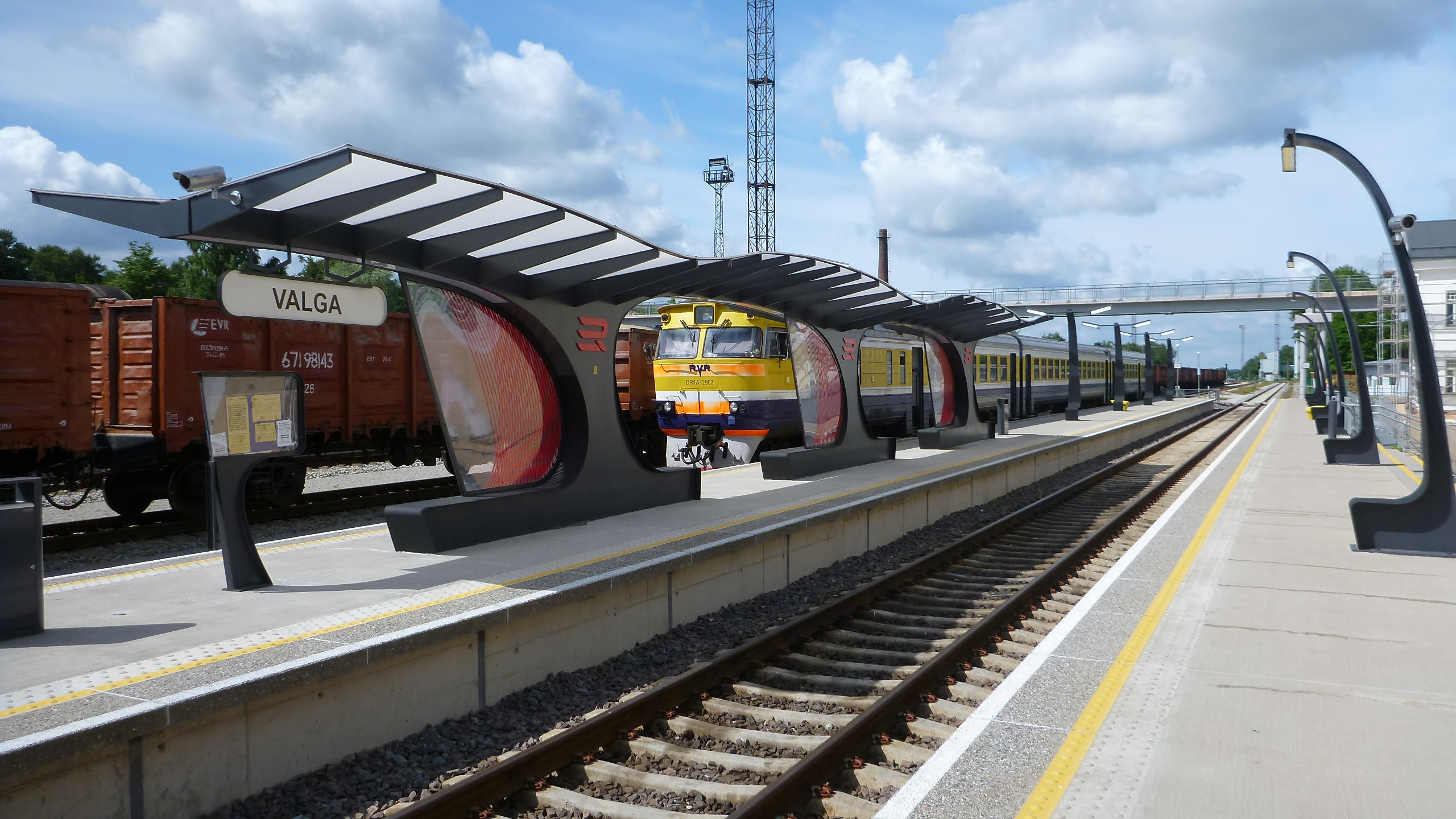
Station Valga in 2013
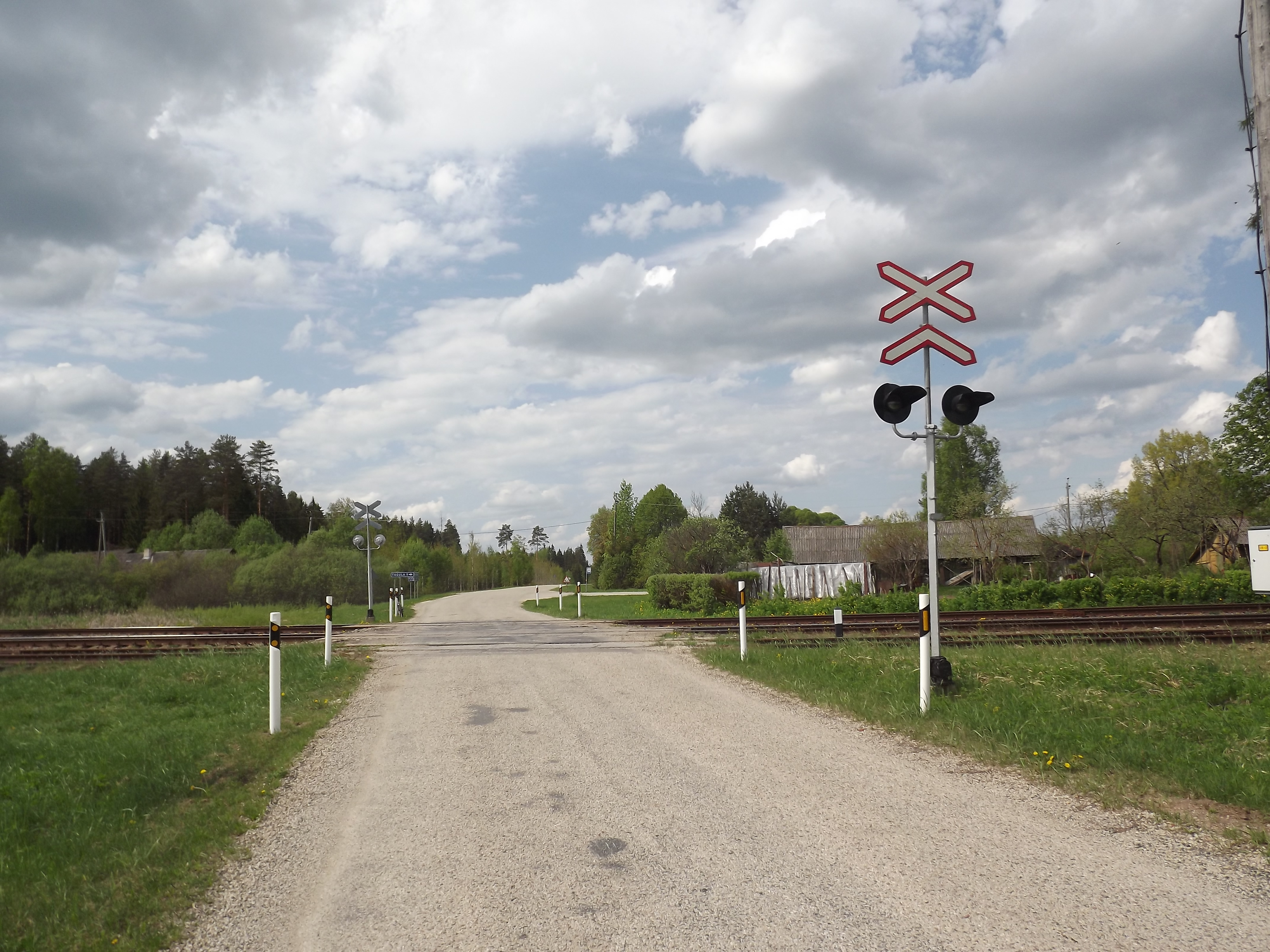
Overweg bij het station Karula
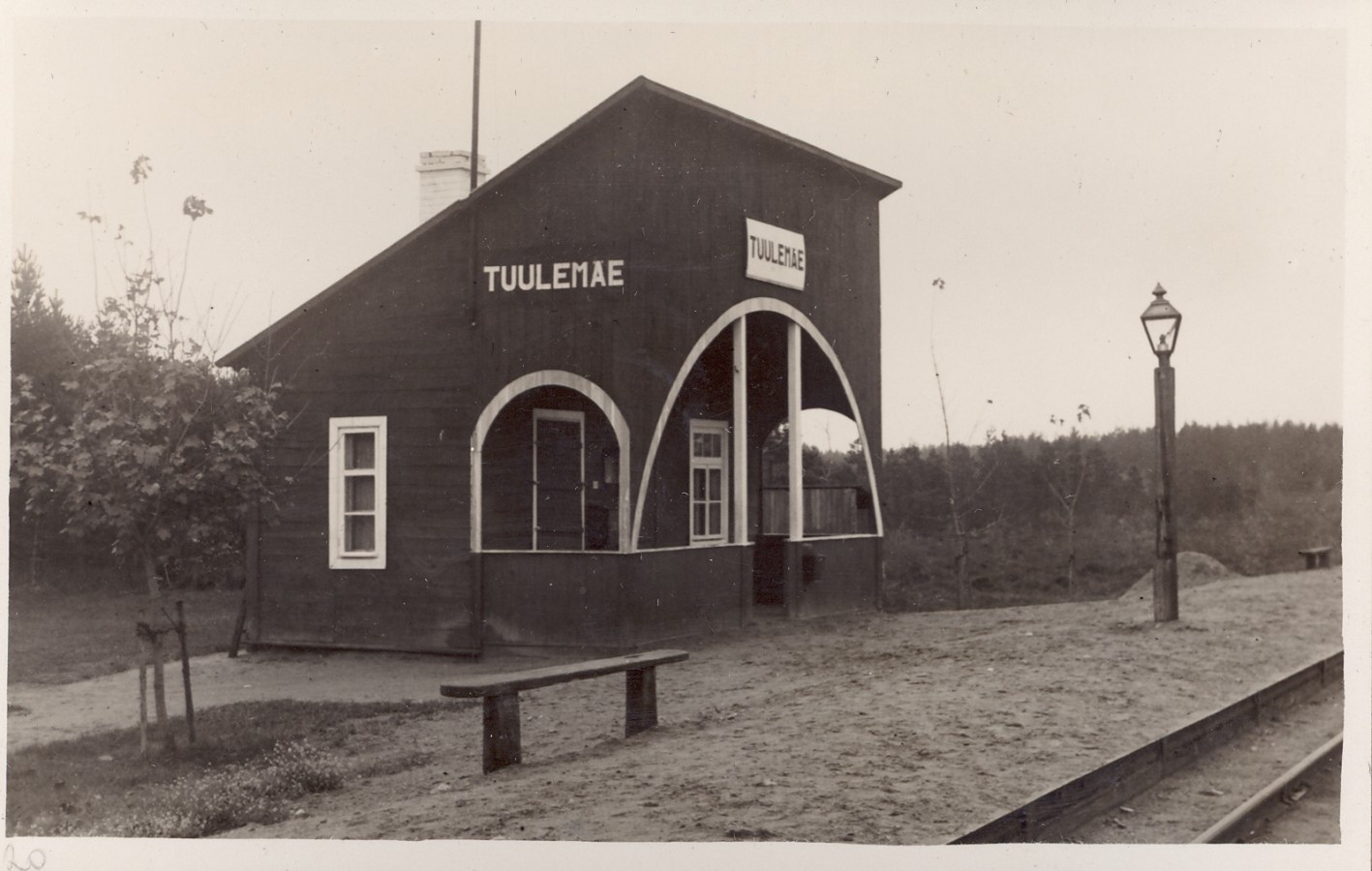
Station Tuulemäe rond 1930
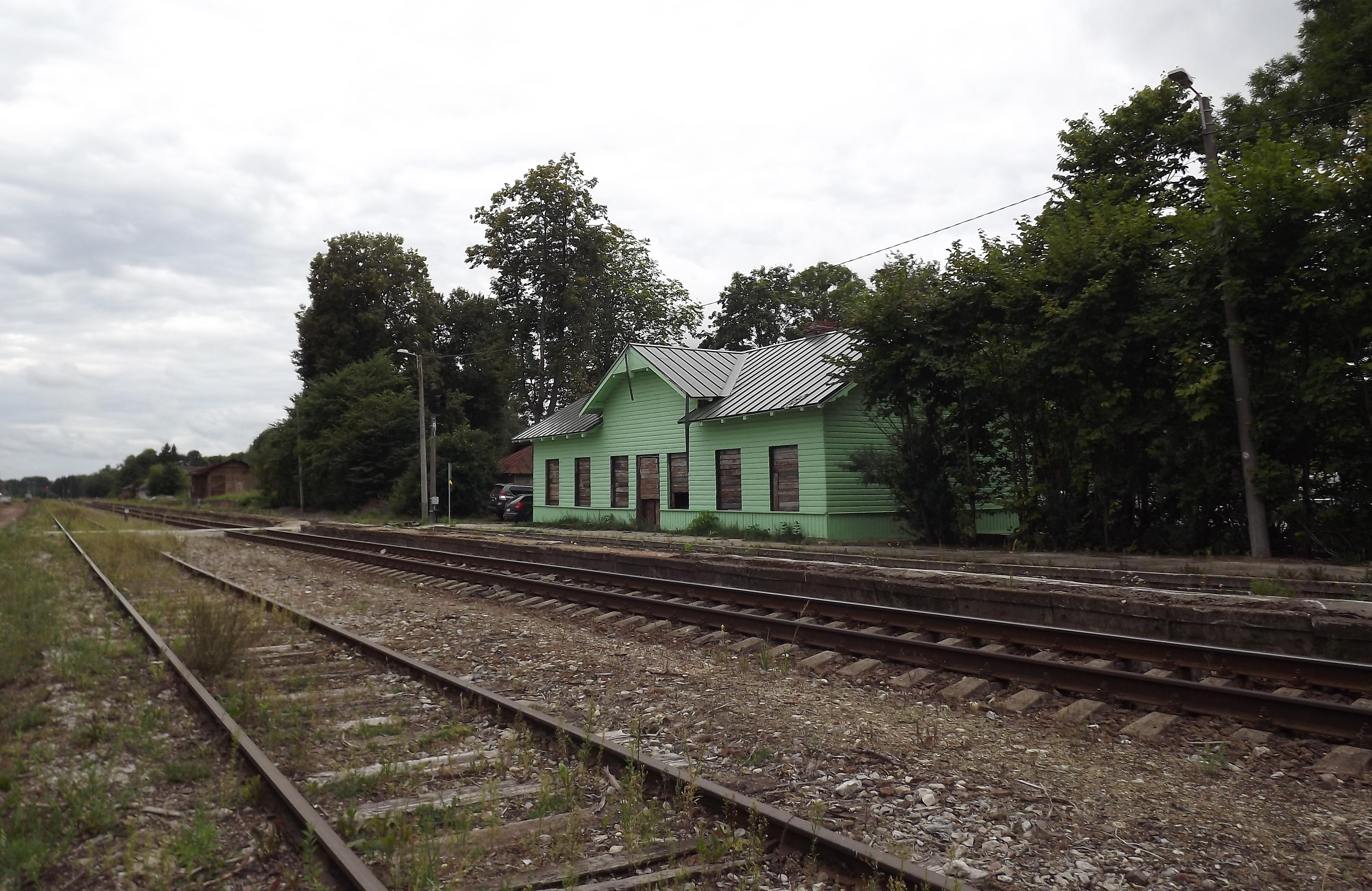
Station Antsla in 2013
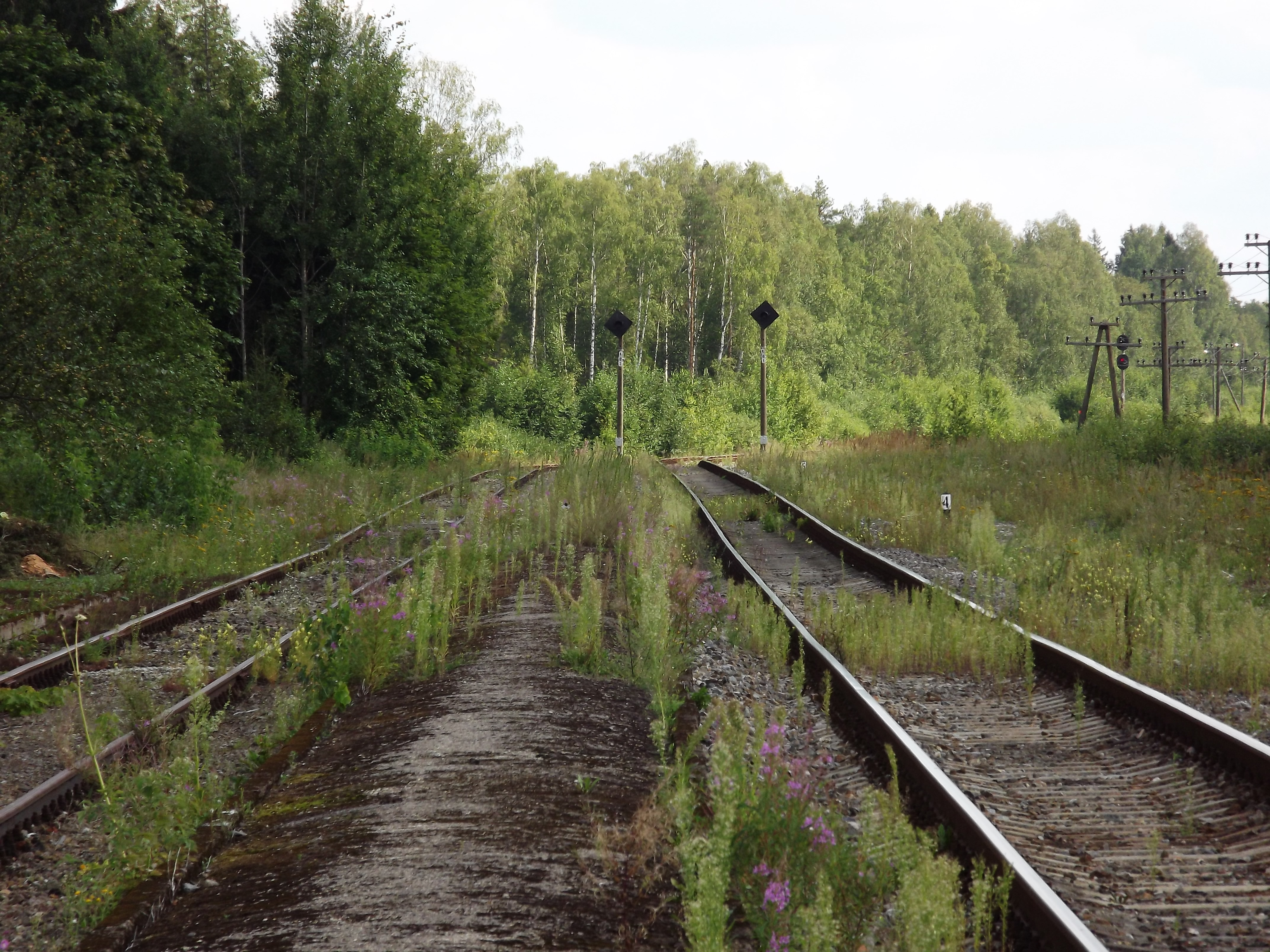
De spoorlijn bij Sõmerpalu
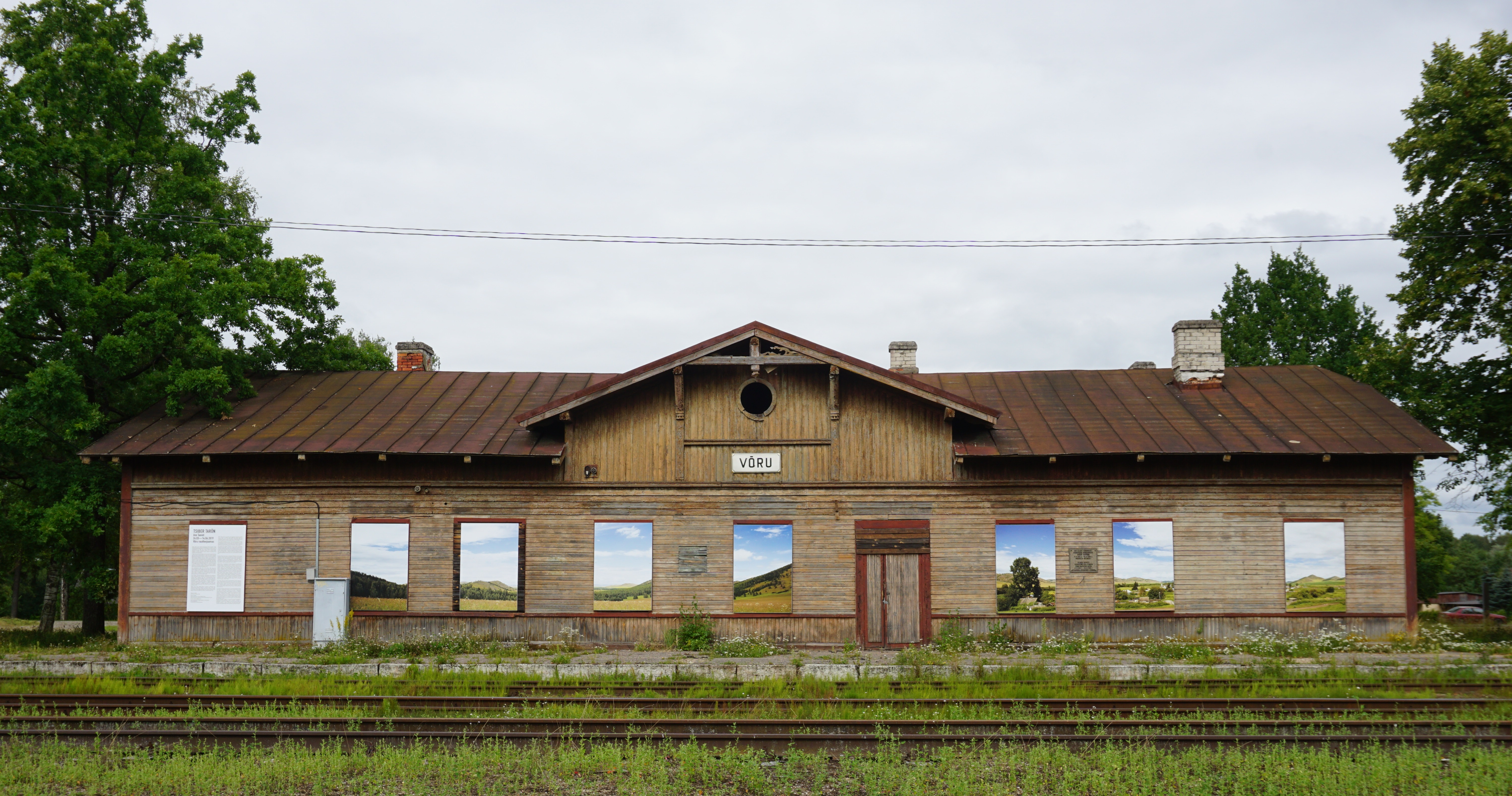
Station Võru in 2020
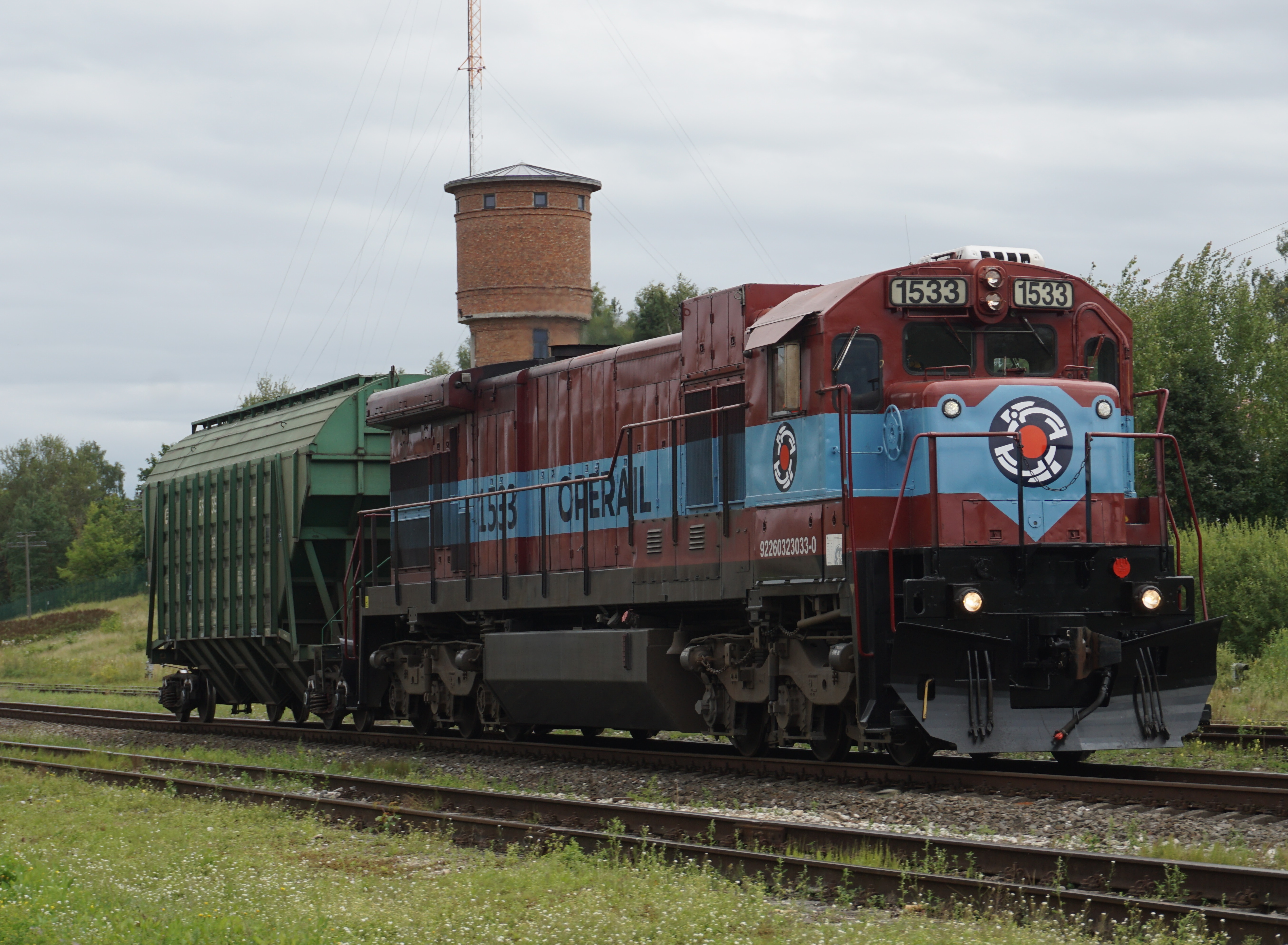
Locomatief met één wagon bij station Võru
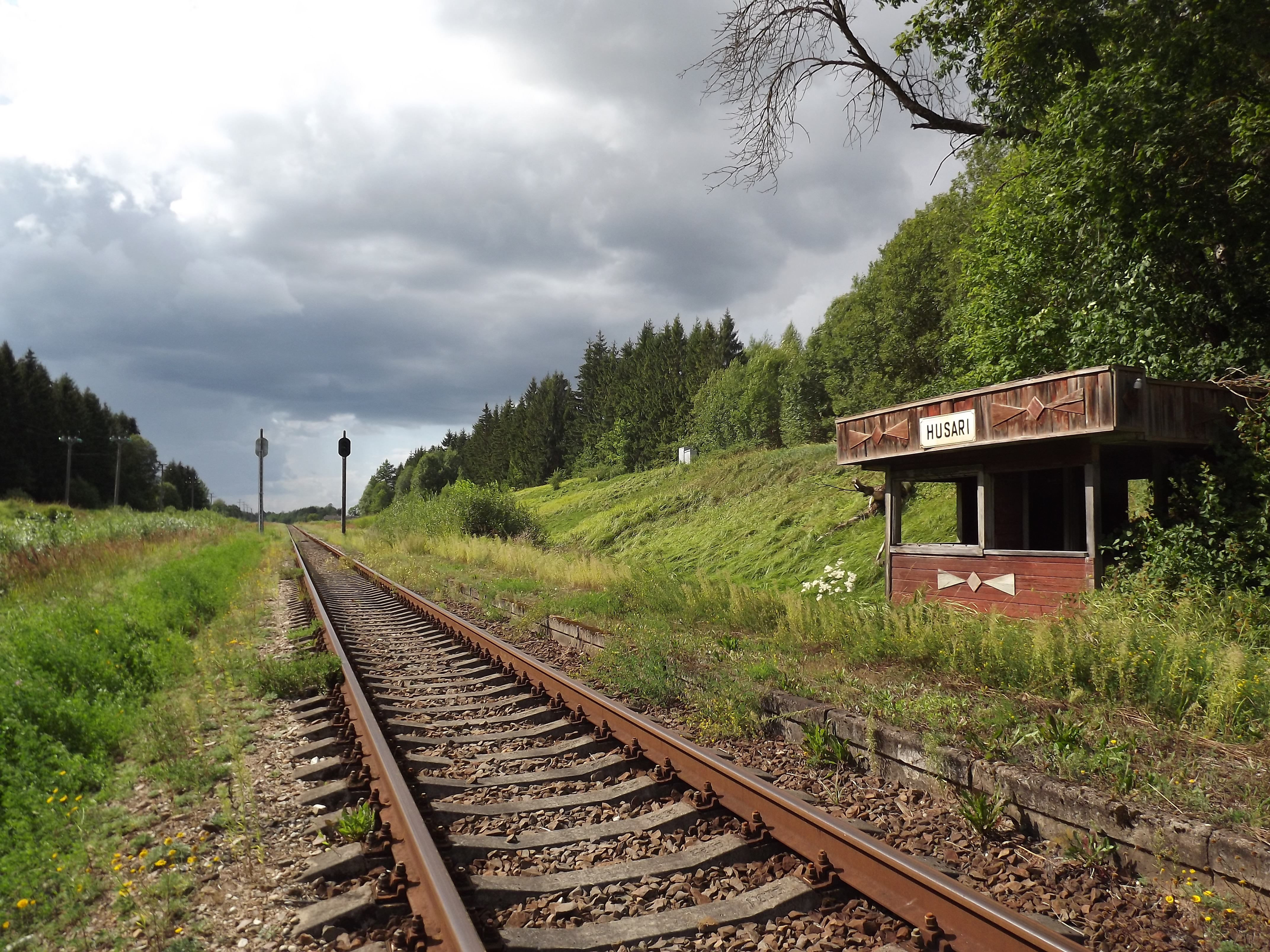
Station Husari in 2014
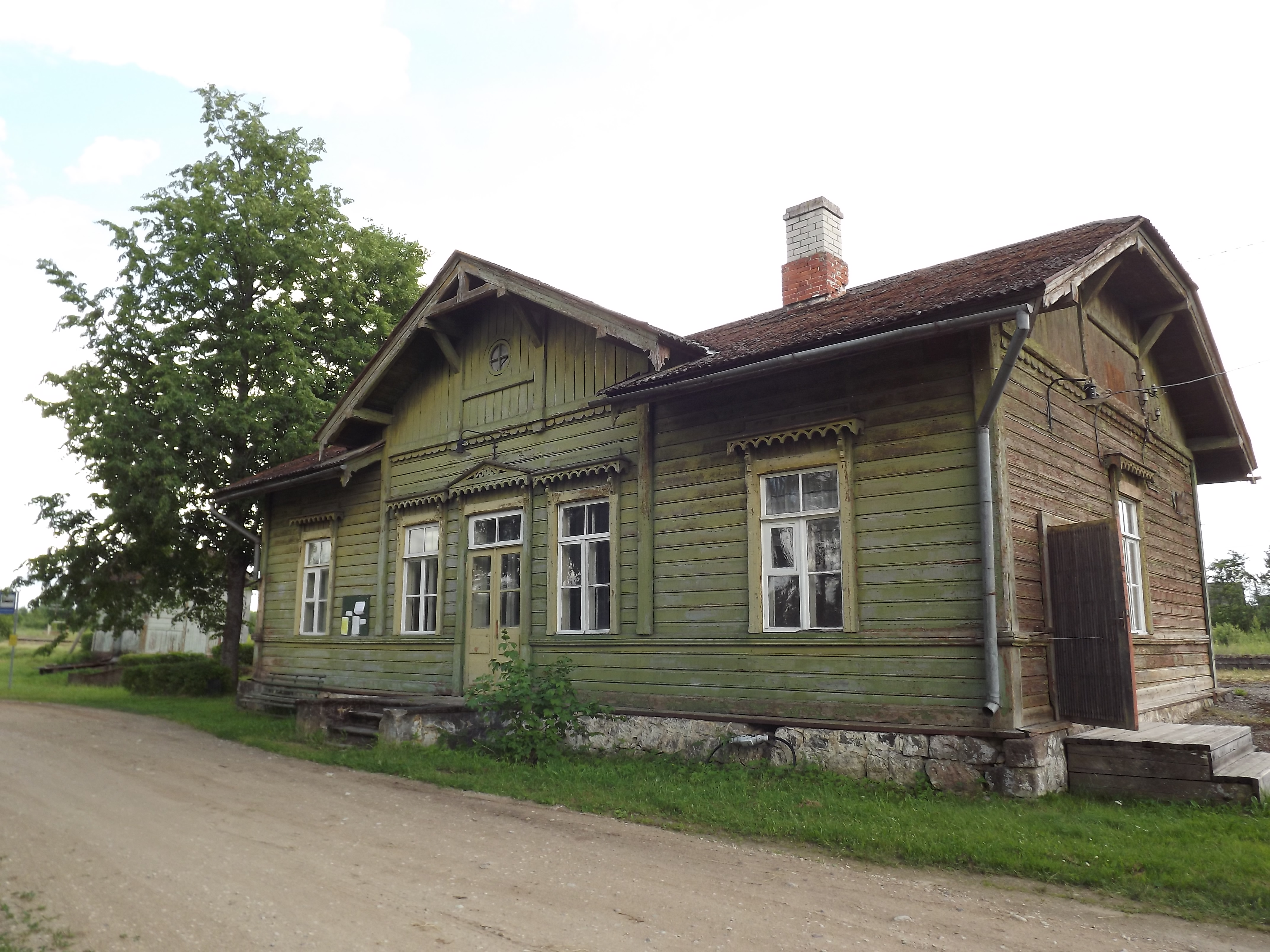
Station Lepassaare in 2013
Tunnel onder de spoorlijn in de buurt van Tuderna
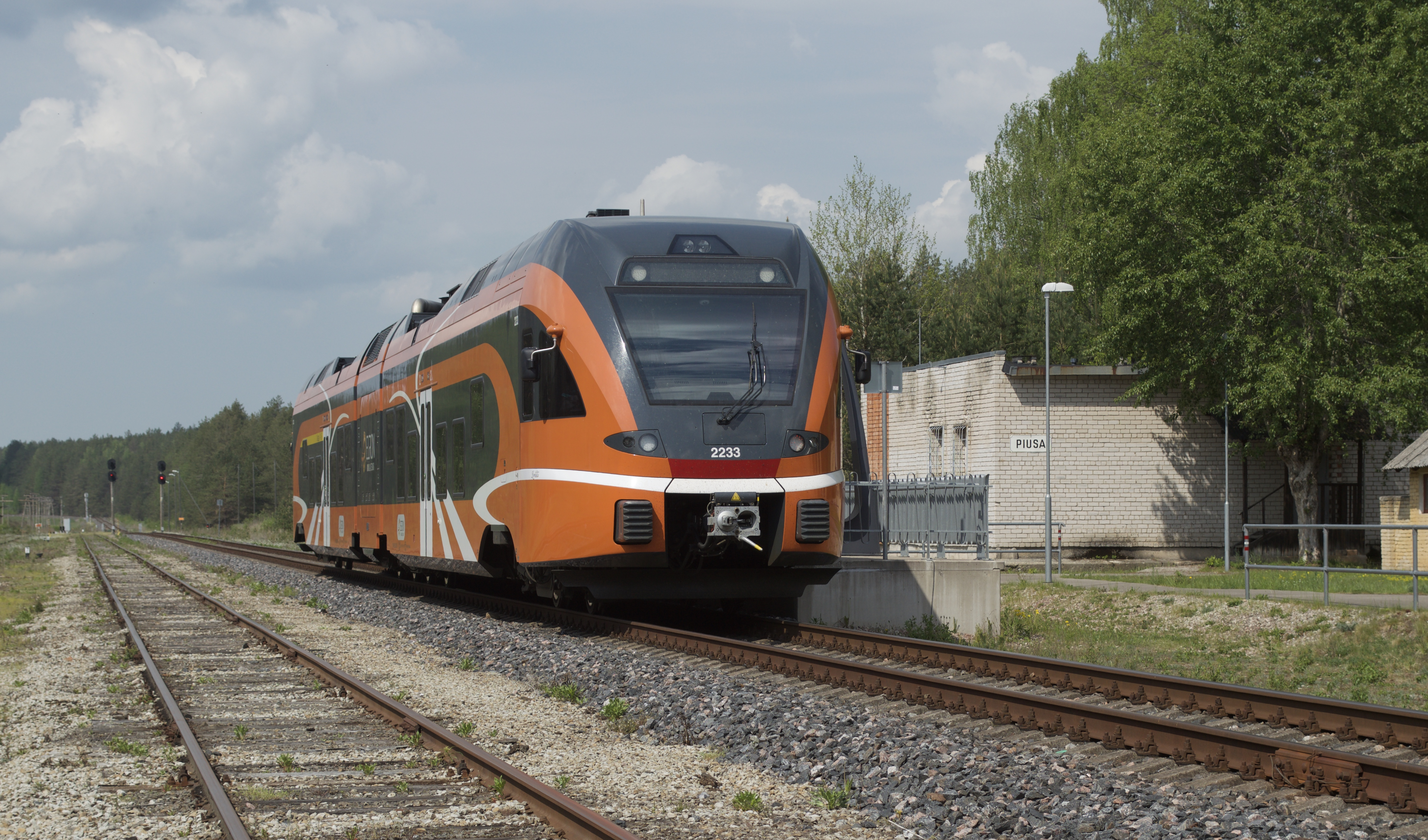
Trein van Elron op het station van Piusa, 2019
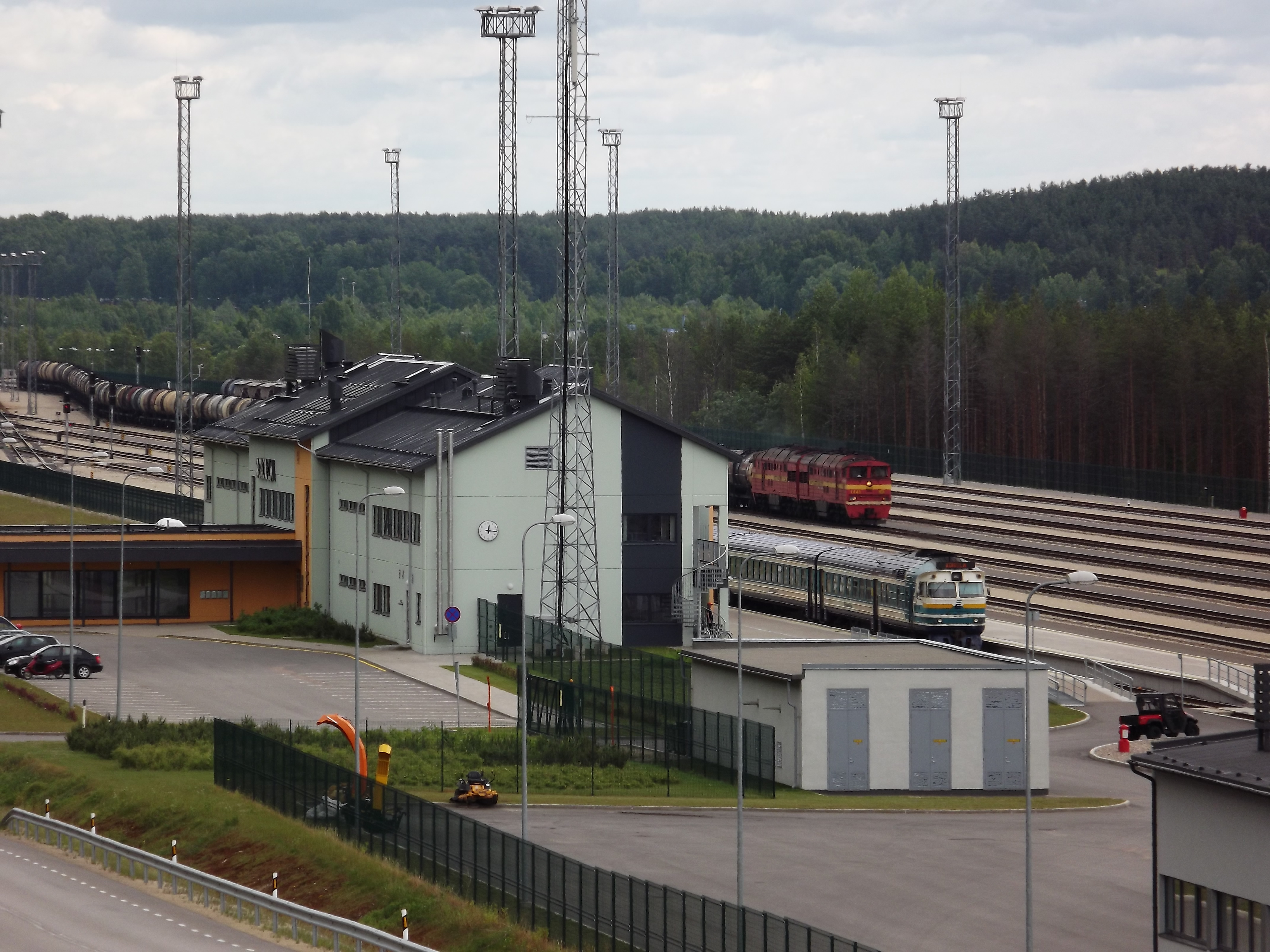
Passagiersstation Koidula in 2013
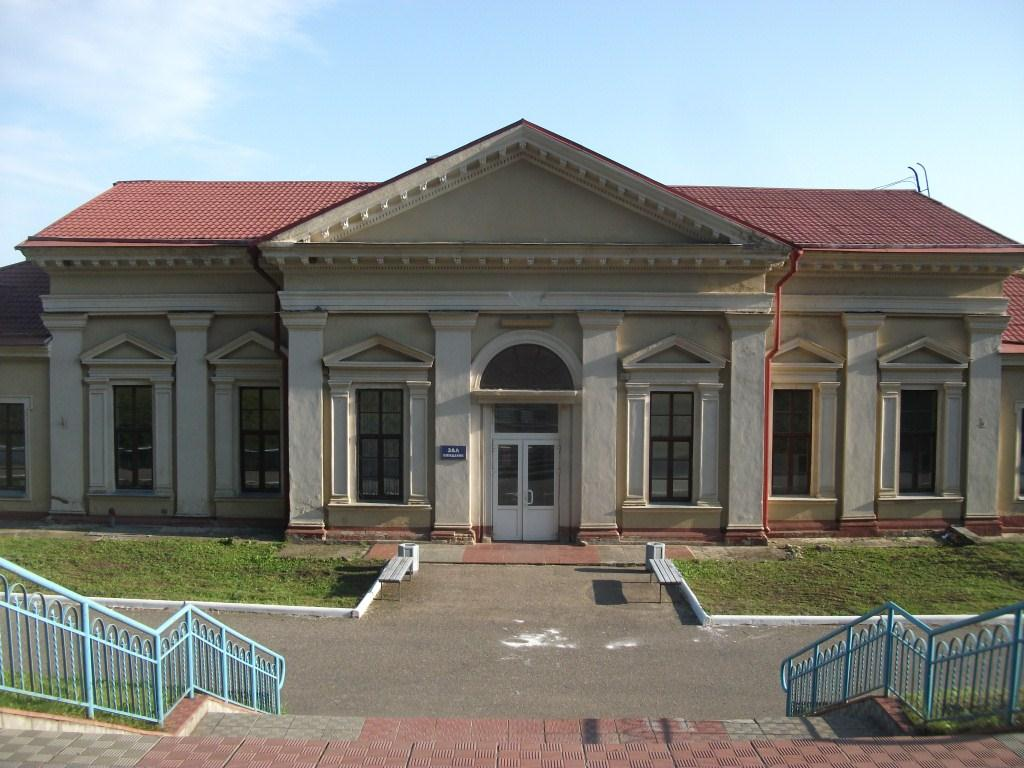
Station Petsjory in 2009